# Туррахер-Зее
Туррахер-Зее (нім. Turracher See) — високогірне озеро в Австрії, розташоване на кордоні федеральних земель Каринтія та Штирія.
Площа озера 19,4 га, середня глибина складає 13,6 м, максимальна глибина в південно-східній частині досягає 33 м. Озеро лежить на висоті 1763 м над рівнем моря. Впродовж 6 місяців на рік воно покрите товстим шаром льоду, до одного метра завтовшки. Влітку вода може прогріватись до 18 °C, що робить озеро практично непридатним для купання, за винятком невеликої огородженої ділянки біля південного берега розміром 10 на 25 м та глибиною 3,5 м, що обігрівається місцевим курортом до температури 28-30 °C.
Озеро живиться струмком, що впадає в нього із західного берега, і водою з прилеглих болотистих лук. Відтік здійснюється через Передній струмок (нім. Vorderer Seebach), що відходить з північної сторони, який, об'єднуючись із Заднім струмком, що випливає з озера Шварцзе, утворює річку Туррах, що стікає в долину і впадає в річку Мура біля містечка Предліц.
За 300 м на схід від Туррахер-Зее знаходиться інше озеро — Туррахер-Шварцзее (нім. Turracher Schwarzsee), розташоване на висоті 1840 м над рівнем моря, що має глибину 4 м і площу 2,6 га. Шварцзее (у перекладі Чорне озеро) зобов'язане своєю назвою навколишньому болотистому ґрунту, багатого антрацитами, що надає поверхні темний колір. Живлення озеро отримує частково від підземних джерел, частково від заболочених берегів. У північній частині з озера витікає Задній струмок (нім. Hinterer Seebach). На берегах озера росте карликова береза — релікт льодовикового періоду.
Дещо далі знаходиться ще одне озеро — Туррахер-Грюнзее (Turracher Grünsee, Зелене озеро), що розташоване на висоті 1765 м над рівнем моря, площею 1,48 га та глибиною до 12 м. Зеленого забарвлення озеру надають харові водорості. Схили навколо озера поросли модриною та європейським кедром. З озера витікають струмки Гольцбах та Штангенбах, що впадають у верхів'я річки Гурк.
Обидва малі озера віднесені до особливо охоронюваних природних територій, у зв'язку з чим природа навколо них залишилася практично недоторканою.